# Fernanda Vasconcellos
Fernanda de Vasconcellos Galvez (São Paulo, 14 de setembro de 1984) é uma atriz brasileira.

## Carreira
Fernanda começou a carreira em 1998 no SBT como assistente de palco do programa Fantasia, na época apresentado por Carla Perez, passando a dançar também nos shows infantis da apresentadora. Após o fim da terceira temporada do programa, em 2000, passou a ser assistente de palco e bailarina do Domingo Legal, onde ficou por quase um ano. 
Em 2004 Fernanda passou no teste da série Malhação e tomou a difícil decisão de deixar a casa da família e o namorado, em São Paulo, trancar a faculdade de Direito, onde cursava o quarto período na Universidade São Judas Tadeu, e mudar-se para o Rio de Janeiro, sonhando em estrear como atriz na televisão. Gravou então em 2005 para a décima segunda temporada da série, interpretando a protagonista Betina, o terceiro vértice de um tumultuado triângulo amoroso que incluía os personagens interpretados por Thiago Rodrigues e Joana Balaguer.
Em 2006 estreou no horário nobre como a co-protagonista de Páginas da Vida Nanda, uma moça largada grávida na Holanda pelo namorado e que, ao voltar ao Brasil, acaba morrendo após o parto, permanecendo até o fim da trama como espirito que tentava proteger os filhos da avó maquiavélica, interpretada por Lília Cabral. Pelo personagem, venceu o Melhores do Ano como revelação.
Em 2007 participou do talent show Dança dos Famosos e protagonizou a telenovela de época Desejo Proibido, interpretando Laura.
Em 2010 interpretou Nelinha, protagonista de Tempos Modernos, fazendo par romântico pela terceira vez com Thiago Rodrigues.
Em 2011 interpretou a tenista Ana Fonseca, protagonista da novela A Vida da Gente, uma jovem tentando retornar à vida cotidiana após ficar anos em coma e perder o crescimento da filha, Júlia (Jesuela Moro); por sua interpretação, Vasconcellos foi indicada ao Prêmio Contigo! de TV.
Em 2013 interpretou Malu, uma das protagonistas de Sangue Bom, que disputava com sua venenosa irmã adotiva Amora (Sophie Charlotte) o interesse do protagonista masculino, Bento (Marco Pigossi), mas acaba por se envolver também com o ex-noivo da mesma, Maurício (Jayme Matarazzo).
Em 2016 interpretou pela primeira vez uma antagonista, a ardilosa advogada Bruna Vidal, em Haja Coração.  Em 2018 integrou o elenco da segunda temporada de 3%, da Netflix, interpretando Laís, a conflituosa fundadora da ilha na qual que se passava a série. Entre 2018 e 2019 estreou nos filmes Eu Sou Brasileiro, Rarefeito, Volume Morto e Boca de Ouro, além de dublar a animação Klaus.Entre 2019 e 2020, integrou o elenco da série Coisa Mais Linda, interpretando Lígia Soares, uma aspirante a cantora reprimida pelo próprio marido e uma das protagonistas da série. Ainda em 2020, protagonizou a série de comédia Rua do Sobe e Desce, Número que Desaparece, do Canal Brasil, interpretando a aeromoça Cláudia.
Em 2025, após anos se dedicando ao teatro, streaming e cinema - tendo integrado os elencos da peça Sra. Klein e do longa Jardim de Girassóis, ambos em 2024 - acertou seu retorno às novelas da Globo em Três Graças, de Aguinaldo Silva, como a vilã Samira.

## Vida pessoal
Entre 2006 e 2008 namorou o apresentador André Marques. Entre 2008 e 2012 namorou o ator Henri Castelli. Desde 2013 é casada com o ator e apresentador Cássio Reis, com quem tem um filho, Romeo, nascido em junho de 2022. 

## Filmografia

### Televisão
| Ano       | Título                                     | Personagem                              | Notas                                    |
| --------- | ------------------------------------------ | --------------------------------------- | ---------------------------------------- |
| 1998–2000 | Fantasia                                   | Garota Fantasia                         |                                          |
| 2000      | Domingo Legal                              | Bailarina                               |                                          |
| 2005–2006 | Malhação                                   | Betina Sorrento                         | Temporada 12                             |
| 2006–2007 | Páginas da Vida                            | Fernanda Toledo Flores (Nanda)          |                                          |
| 2007      | Dança dos Famosos                          | Participante                            | Temporada 4                              |
| 2007–2008 | Desejo Proibido                            | Laura de Castro Fernandes               |                                          |
| 2008      | Casos e Acasos                             | Bianca                                  | Episódio: "O Bombeiro, o Furto e a Foto" |
| 2009      | A Turma do Didi                            | Ela mesma                               | Episódio: "7 de junho"                   |
| 2010      | Tempos Modernos                            | Cornélia Cordeiro Santos Reis (Nelinha) |                                          |
| 2011–2012 | A Vida da Gente                            | Ana Ribeiro Fonseca                     |                                          |
| 2013      | Sangue Bom                                 | Maria Luísa Campana (Malu)              |                                          |
| 2014      | Didi e o Segredo dos Anjos                 | Clarinha                                | Especial de fim de ano                   |
| 2016      | Haja Coração                               | Bruna Ferraz Vidal                      |                                          |
| 2018–2020 | 3%                                         | Laís Vilalva                            | Temporadas 2–4                           |
| 2019–2020 | Coisa Mais Linda                           | Lígia Soares                            |                                          |
| 2020      | Rua do Sobe e Desce, Número que Desaparece | Cláudia                                 |                                          |
| 2025–2026 | Três Graças                                | Samira Veiga                            |                                          |

### Cinema
| Ano  | Filme                        | Personagem     | Nota           |
| ---- | ---------------------------- | -------------- | -------------- |
| 2006 | Eragon                       | Saphira (voz)  | Dublagem       |
| 2013 | A Ceia                       | Gabriela       | Curta-metragem |
| 2015 | Pequeno Dicionário Amoroso 2 | Alice          |                |
| 2017 | Feique                       | Cláudia        | Curta-metragem |
| 2018 | Eu Sou Brasileiro            | Lu             |                |
| 2018 | Rarefeito                    | Alice          | Curta-metragem |
| 2019 | Klaus                        | Alva (voz)     | Dublagem       |
| 2019 | Volume Morto                 | Thamara        |                |
| 2020 | Boca de Ouro                 | Maria Luisa    |                |
| 2021 | A Cisterna                   | Lorena Ribeiro |                |
| 2024 | Jardim dos Girassóis         | Carol          |                |

### Internet
| Ano  | Título                 | Personagem   | Nota     |
| ---- | ---------------------- | ------------ | -------- |
| 2020 | Rádio Coisa Mais Linda | Lígia Soares | Websérie |

### Videoclipe
| Ano  | Canção        | Artista         |
| ---- | ------------- | --------------- |
| 2008 | "Blame"       | Tiago Iorc      |
| 2014 | "Bungee Jump" | Rafael Almeida  |
| 2017 | "Me Jogar"    | Marcella Fogaça |

## Teatro
| Ano  | Nome                                              | Personagem |
| ---- | ------------------------------------------------- | ---------- |
| 2009 | Vidas Divididas                                   | Marisete   |
| 2012 | Dona Flor e Seus dois Maridos                     | Dona Flor  |
| 2015 | Foi Você Quem Pediu Para Eu Contar Minha História | Menina     |
| 2015 | Enfim, Nós                                        | Fernanda   |
| 2024 | Sra. Klein                                        | Melitta    |

## Prêmios e indicações
| Ano  | Prêmio                               | Categoria                        | Nomeações                    | Resultado |
| ---- | ------------------------------------ | -------------------------------- | ---------------------------- | --------- |
| 2006 | Melhores do Ano                      | Melhor Atriz Revelação           | Páginas da Vida              | Venceu    |
| 2006 | Prêmio Extra de Televisão            | Revelação                        | Páginas da Vida              | Venceu    |
| 2006 | Troféu UOL TV e Famosos              | Melhor Atriz Revelação           | Páginas da Vida              | Indicada  |
| 2007 | Prêmio Contigo! de TV                | Melhor Atriz                     | Páginas da Vida              | Indicada  |
| 2007 | Meus Prêmios Nick                    | Atriz Favorita                   | Páginas da Vida              | Indicada  |
| 2007 | Troféu Imprensa[carece de fontes?]   | Revelação do Ano                 | Páginas da Vida              | Indicada  |
| 2008 | Prêmio Contigo! de TV                | Melhor Atriz                     | Desejo Proibido              | Indicada  |
| 2008 | Prêmio Contigo! de TV                | Par Romântico (com Murilo Rosa)  | Desejo Proibido              | Indicada  |
| 2010 | Meus Prêmios Nick                    | Atriz Favorita                   | Tempos Modernos              | Indicada  |
| 2011 | Troféu Leão Lobo                     | Melhor Atriz                     | A Vida da Gente              | Indicada  |
| 2011 | Melhores do UOL e PopTevê            | Melhor Atriz                     | A Vida da Gente              | Indicada  |
| 2012 | Prêmio Contigo! de TV                | Melhor Atriz                     | A Vida da Gente              | Indicada  |
| 2019 | Séries em Cena Awards                | Melhor Atriz Nacional            | Coisa Mais Linda             | Indicada  |
| 2020 | Grande Prêmio Brasileiro de Cinema   | Melhor Atriz                     | Eu Sou Brasileiro            | Indicada  |
| 2020 | Festival Sesc Melhores Filmes        | Melhor Atriz Nacional            | Boca de Ouro                 | Indicada  |
| 2020 | Festival Sesc Melhores Filmes        | Melhor Atriz Nacional            | Volume Morto                 | Indicada  |
| 2020 | Fest Cine Pedra Azul                 | Melhor Atriz de Longa-metragem   | Volume Morto                 | Venceu    |
| 2021 | Troféu Que História É Essa, Porchat? | História mais Engraçada          | "Peito de Fora em Premiação" | Indicada  |
| 2024 | Prêmio Bibi Ferreira                 | Melhor Atriz Coadjuvante em Peça | Sra. Klein                   | Pendente  |